# Darío Alessandro
Darío Julio Alessandro (General Pinto, 5 de noviembre de 1916 - Buenos Aires, 12 de septiembre de 1999) fue un político argentino del Partido Justicialista, miembro del movimiento nacionalista FORJA y diputado nacional del Grupo de los Ocho, opositor del gobierno de Carlos Menem.

## Biografía
Vivió su juventud en la ciudad de Rojas, y completó su educación secundaria en un internado de las cercanías de Buenos Aires. Allí comenzó su actuación política, fugándose del internado para asistir a las exequias del expresidente Hipólito Yrigoyen. Recibió influencias ideológicas de la Unión Cívica Radical y, más indirectamente, del APRA peruano. Se recibió de maestro, trabajando durante años en varias escuelas del Gran Buenos Aires.
En 1936 se incorporó a FORJA, movimiento de renovación del radicalismo, de orientación nacionalista y popular. Allí se hizo especialmente amigo de Arturo Jauretche, al punto de ser uno de los pocos personajes mencionados favorablemente, en ‘’’El medio pelo’’’. Participó en los actos callejeros de la organización, utilizando el apellido Elizalde (de su abuela) para evitar posibles despidos.
Apoyó públicamente el golpe de Estado del 4 de junio de 1943, arengando en la escalinata del Congreso Nacional a las tropas, intentando lograr que la dictadura se orientara en sentido nacionalista y popular; lo cual ocurrió, aunque esto se debió más bien a la presencia de los coroneles Juan Domingo Perón y Domingo Mercante.
Durante la gestión de Mercante como gobernador de la provincia de Buenos Aires, fue director del Banco de la Provincia de Buenos Aires, cuyo presidente era Jauretche, hasta 1950. En 1949 se desempeñó como convencional constituyente, y desde el año siguiente, diputado provincial por el Partido Justicialista.
En 1952 fue elegido intendente de Rojas, realizando una administración honesta y de corte popular, que le valió la reelección.
Fue detenido durante la llamada “Revolución Libertadora”, que derrocó al presidente Perón, permaneciendo preso durante ocho meses y medio, sin condena ni acusación.
Regresó a Rojas, donde manejó una modesta librería. Durante algunos períodos colaboró en distintos periódicos de inspiración peronista, y ocupó cargos administrativos secundarios.
En 1974 fue secretario de prensa del gobernador Oscar Bidegain, y más tarde delegado administrativo en la Universidad Nacional del Sur, con sede en Bahía Blanca. Al producirse el golpe de Estado de 1976, fue nuevamente arrestado.
Desde diciembre de 1983, al producirse el regreso a la democracia, realizó tareas administrativas en el Congreso de la Nación Argentina. Asociado a Norberto Galasso, dirigió una editorial, llamada “Los nacionales editores”, que editó obras de pensadores nacionales y populares, peronistas en general; entre ellas, la mayor parte de las obras del fallecido Jauretche. Fundó un centro cultural en el centro de la ciudad de Buenos Aires, bautizándolo con el nombre de Leopoldo Marechal.
En 1987, al producirse la victoria del Partido Justicialista en las elecciones legislativas y provinciales, fue elegido diputado nacional por la provincia de Buenos Aires. En 1989 se opuso al giro neoliberal del presidente Carlos Menem, considerándolo una traición a las tradiciones del peronismo y a las promesas electorales del propio Menem. Junto al Chacho Álvarez, Luis Brunati, Juan Pablo Cafiero, Moisés Fontela, Franco Caviglia, Germán Abdala y José "Conde" Ramos, fundó el Grupo de los Ocho, bancada de diputados separada de la bancada justicialista, opositora al gobierno de Menem, a las privatizaciones de las empresas públicas y a los indultos a los responsables de la represión ilegal durante la dictadura.
Al abandonar el cargo legislativo, su salud decayó rápidamente. Falleció el 12 de septiembre de 1999.